# Елизабет Пъркинс
Елизабет Ан Пъркинс (на английски: Elizabeth Ann Perkins) (родена на 18 ноември 1960 г.) е американска актриса. Позната е с ролята си на Силия Хоудс в сериала „Трева“. Играе ролите на Сюзън Лоурънс във филма „Голям“ (1988) и Уилма Флинтстоун в игралния филм „Семейство Флинтстоун“.

## Личен живот
През 1984 г. Пъркинс се омъжва за Тери Кини, а през 1988 г. се развеждат. Има една дъщеря на име Хана Джо Филипс, родена през 1991 г. През 2000 г. се омъжва за аржентинския кинематограф Хулио Макат и става мащеха на тримата му синове – Максимилиан, Александър и Андреас.